# ABB
瑞典通用电气-布朗-博韦里（ASEA Brown Boveri，一般使用其简称 ABB）是一家总部位于瑞士苏黎世的瑞士-瑞典的跨國公司，以機器人、電機、能源、自動化、鐵路列車等領域为主要經營範圍，亦跨足过賽車事業，曾在2017年冠名贊助國際汽聯電動方程式賽車。
ABB是全球最大的企業集團和工程公司之一，其总部设有兩個核心事業部（電力技術事業部和自動化技術事業部）为客戶提供相關產品與服務。ABB在全球100多國設有分公司或辦事處，在2013年11月时有大約15萬名員工。
ABB已连续23年入选财富世界500强榜单，在2011年的全球營收為400億，在2018年财富世界500强榜单中排名第314位。
ABB的股票于1999年在瑞士證券交易所和斯德哥尔摩证券交易所上市，于2001年在美国纽约证券交易所上市，于2005年9月在伦敦证券交易所上市，于2005年11月在法兰克福证券交易所上市。ABB的營收有一半以上來自歐洲市場，五分之一來自亞洲、中東和非洲，四分之一來自北美和南美洲市場。

## 历史

### ASEA 与 BBC Brown Boveri 时期
- 1883年：瑞典通用电气公司（ASEA，Allmänna Svenska Elektriska Aktiebolaget）成立。
- 1891年：布朗-博韦里股份公司（BBC Brown Boveri）成立。
- 1901年：BBC 建造歐洲第一部蒸氣渦輪發動機。
- 1974年：在香港成立中國業務部，1994年遷往北京。
- 1987年：在台灣成立艾波比股份有限公司。

### ABB 时期

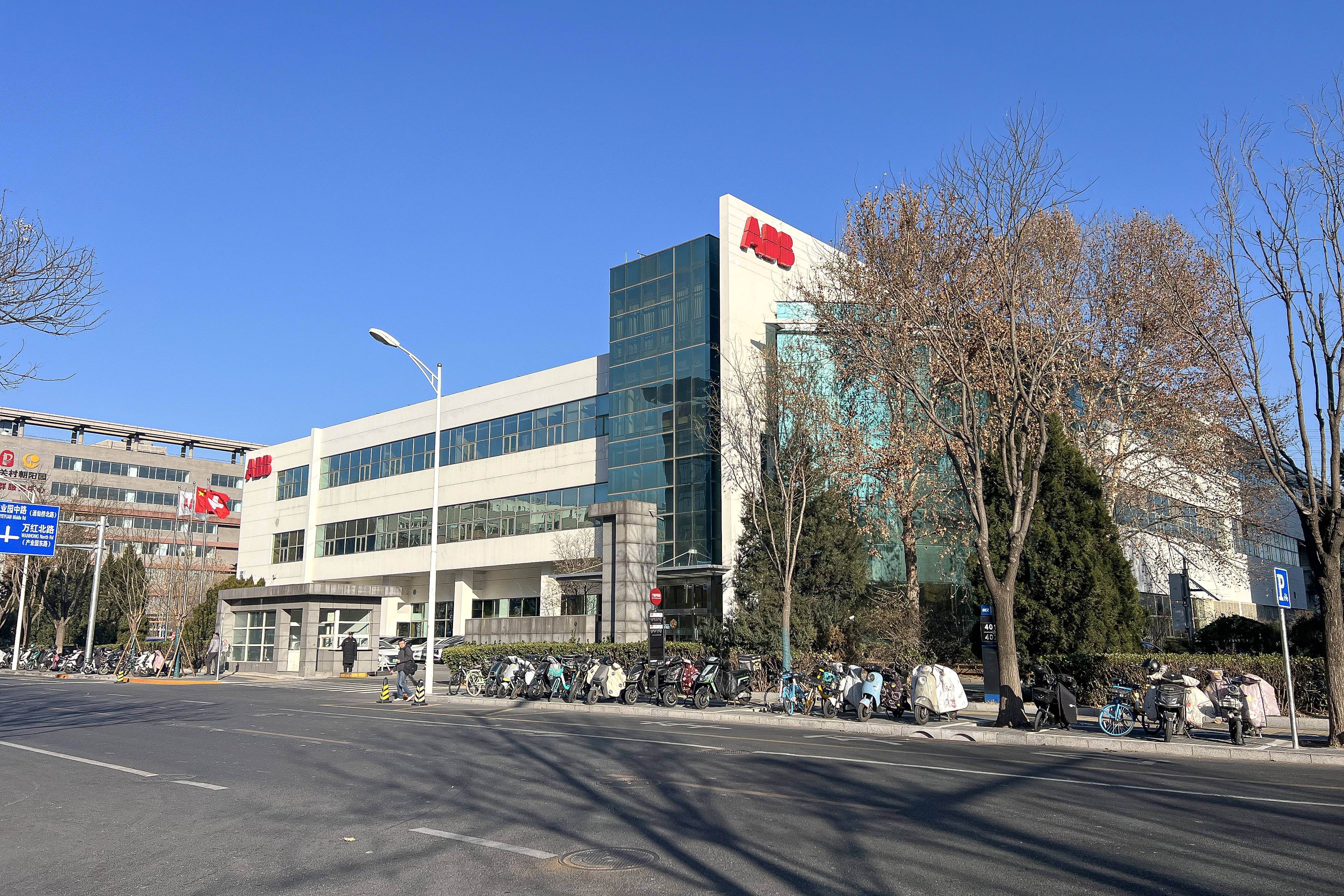
北京ABB电气传动系统有限公司

- 1988年，瑞典通用电气公司與布朗-博韦里股份公司合併并更名为ABB。瑞典通用电气公司仍存在，但轉變為ABB的控股公司，ABB持股50%。
- 1998年1月18日，ABB在中国第一个生产基地在重庆落成，并且逐渐发展为ABB全球最重要的变压器生产和研发中心之一。
- 2009年5月13日，ABB机器人生产基地在中国上海落成，并將机器人全球中心迁至上海[6]。
- 2009年11月30日，ABB重组业务部门，新的组织架构包括电力产品、电力系统、离散自动化与运动控制、过程自动化和低压产品五大业务部门[7]。
- 2018年12月17日，日立製作所與ABB達成最終協議，日立以7,040億日圓（約合64億美元）收購ABB電力系統部門80.1%的股份。
- 2020年3月，ABB宣布已同意将其太阳能逆变器业务出售给意大利太阳能逆变器制造商Fimer。 该交易包括ABB在芬兰，意大利和印度的所有制造和研发基地，以及26个国家/地区的800名员工[8]。

## 首席执行官
現任首席执行官（CEO）史毕福于2013年9月16日就任。
前幾任執行長：
- 2008年9月 - 2013年9月：Joseph Hogan
- 2008年2月 - 2008年8月：Michel Demaré
- 2005年1月 - 2008年2月：Fred Kindle
- 2002年9月 - 2004年12月：Jürgen Dormann
- 2001年1月 - 2002年9月：Jörgen Centermann
- 1997年1月 - 2000年12月：Göran Lindahl
- 1987-1996年：Percy Barnevik

## 外部連結
- 官方网站
- ABB Timeline 1883-2007